# 中国巴哈伊信仰
巴哈伊信仰在其创立者巴哈欧拉还在世的时代就已传入了中国。 

## 早期
第一位有书面记载的在中国生活的巴哈伊是一位波斯人哈吉·米尔扎·穆罕默德·阿里，他于1862年至1868年在上海居住。1870年他移居香港，和他的兄弟在那里合开了一家贸易公司，直至1897年。此外，在1881年至1882年，巴孛夫人的一位外甥亦曾在香港居住。
中華民国大陸时期的巴哈伊又被称为“大同教”，因为其基本教义里有"世界大同"的主张。
清华学校第5任校长曹云祥（1881－1937）是一名巴哈伊信徒。除了教育领域的建树，他对巴哈伊信仰在中国的传播也起了开创性的重大贡献。他曾多次在公开场合演讲并撰写大量文章，介绍和赞扬巴哈伊教及其教义，自30年代起还亲自翻译了很多巴哈伊经典，如《已答之问题》、《亚卜图博爱之箴言》、《新时代之大同教》、《世界之趋势（大同教宣言）》以及《至大之和平》等。这些演讲、著述和译作也一并收录于山东大学蔡德贵所著的《清华之父曹云祥》第二部。在20世纪30年代，上海就有一家名为“大同社”（“大同教社”）的出版社系统出版了这些作品。

## 90年代后
改革开放后，巴哈伊信仰在中国大陆地区重新有所发展。目前巴哈伊信仰在中国大陆地区，对教育、妇女问题、农村与农业等领域的发展予以大力的关注，巴哈伊信仰者以一种学习小组的形式展开活动。

## 著名信徒
曹云祥、方大同、潘石屹、张欣